# なぎさブラスゾリステン
なぎさブラスゾリステン（Nagisa Brass Solisten）は、日本を代表する10人の金管楽器奏者と1人の打楽器楽器奏者からなる金管アンサンブル。
神奈川県逗子市逗子文化プラザなぎさホールの開館を記念して2005年に結成された。国内有数のオーケストラに所属する演奏家が繰り広げるステージは、決してクラシック音楽にこだわることなく、多岐にわたるジャンルの音楽を、会場中に存在する全ての人間がその場の音楽を共有出来るように組み立たれている。現在、最も注目されているブラスアンサンブル。

## メンバー
- 神代修 主宰（元 東京フィルハーモニー交響楽団 トランペット副首席奏者）
- 高橋敦（東京都交響楽団 トランペット首席奏者）
- 服部孝也（昭和音楽大学 准教授 元 新日本フィルハーモニー交響楽団 トランペット首席奏者）
- 田中敏雄（読売日本交響楽団 トランペット奏者）
- 吉永雅人（新日本フィルハーモニー交響楽団 ホルン副首席奏者）
- 阿部麿（サイトウ・キネン・オーケストラ ホルン奏者）
- 池上亘（NHK交響楽団 トロンボーン奏者）
- 倉田寛（愛知県立芸術大学 教授 元 神奈川フィルハーモニー管弦楽団 トロンボーン首席奏者）
- 篠崎卓美（読売日本交響楽団 トロンボーン奏者）
- 池田幸広（NHK交響楽団 チューバ奏者）
- 竹島悟史（NHK交響楽団 打楽器奏者）編曲およびピアノも担当
- 和田薫_(作曲家) 作曲、編曲および指揮担当

## 賛助
- 阿部一樹 （横浜シンフォニエッタ トランペット奏者）
- 山口隼士 （シエナウィンドオーケストラ トロンボーン奏者）